# Vaughan TV
Vaughan TV fue un canal de televisión especializado en la emisión de una programación temática para el aprendizaje de inglés.
Vaughan TV fue también un canal de televisión autonómico adjudicataria de la explotación de un canal de Televisión Digital Terrestre autonómica en el ámbito de la Comunidad Foral de Navarra (España).
El 4 de agosto de 2016 anunció el fin de sus emisiones por falta de rentabilidad económica., continuando su emisión en línea, así como en plataformas de pago.